# Piet Köhler
Pieter Hendrik Köhler  (Groningen, 28 augustus 1872 – Oldenzaal, 28 november 1951) was een Nederlandse komiek, zanger en acteur met een carrière die vijftig jaar omspande.
Köhler werd zeer bekend door zijn creatie Droogkeeltje in de operette "De boemelbaron", een rol die hij jarenlang heeft neergezet bij tal van gezelschappen.

Hij begon als komiek op kermissen en trok in 1895 naar Amsterdam waar hij zanger werd. In 1898 werd hij eerste komiek bij het revuegezelschap van Henri ter Hall. In 1908 sloot hij zich aan bij de Nederlandsche Opera en Operette, waarvan hij ook mededirecteur werd. Later in zijn leven legde hij zich toe op regie en speelde ook enkele filmrollen.
In 1917 huwde hij de actrice Sophie van Dijk (1892-1967).

## Filmografie
- 1940 - Ergens in Nederland, als Zeeuwse boer
- 1939 - Boefje, als Grootvader
- 1939 - Morgen gaat 't beter, als Johan, de huisknecht
- 1938 - Veertig jaren, als Van der Elst
- 1937 - Pygmalion
- 1937 - Amsterdam bij nacht, als Piet Bergman
- 1924 - Cirque hollandais
- 1924 - Amsterdam bij nacht, als Bram, de koopman
- 1924 - Kee en Janus naar Parijs, als Janus Meiblom
- 1919 - Op stap door Amsterdam, als Plattelandsman
- 1918 - Het proces Begeer